# Orchestre de chambre de Bâle

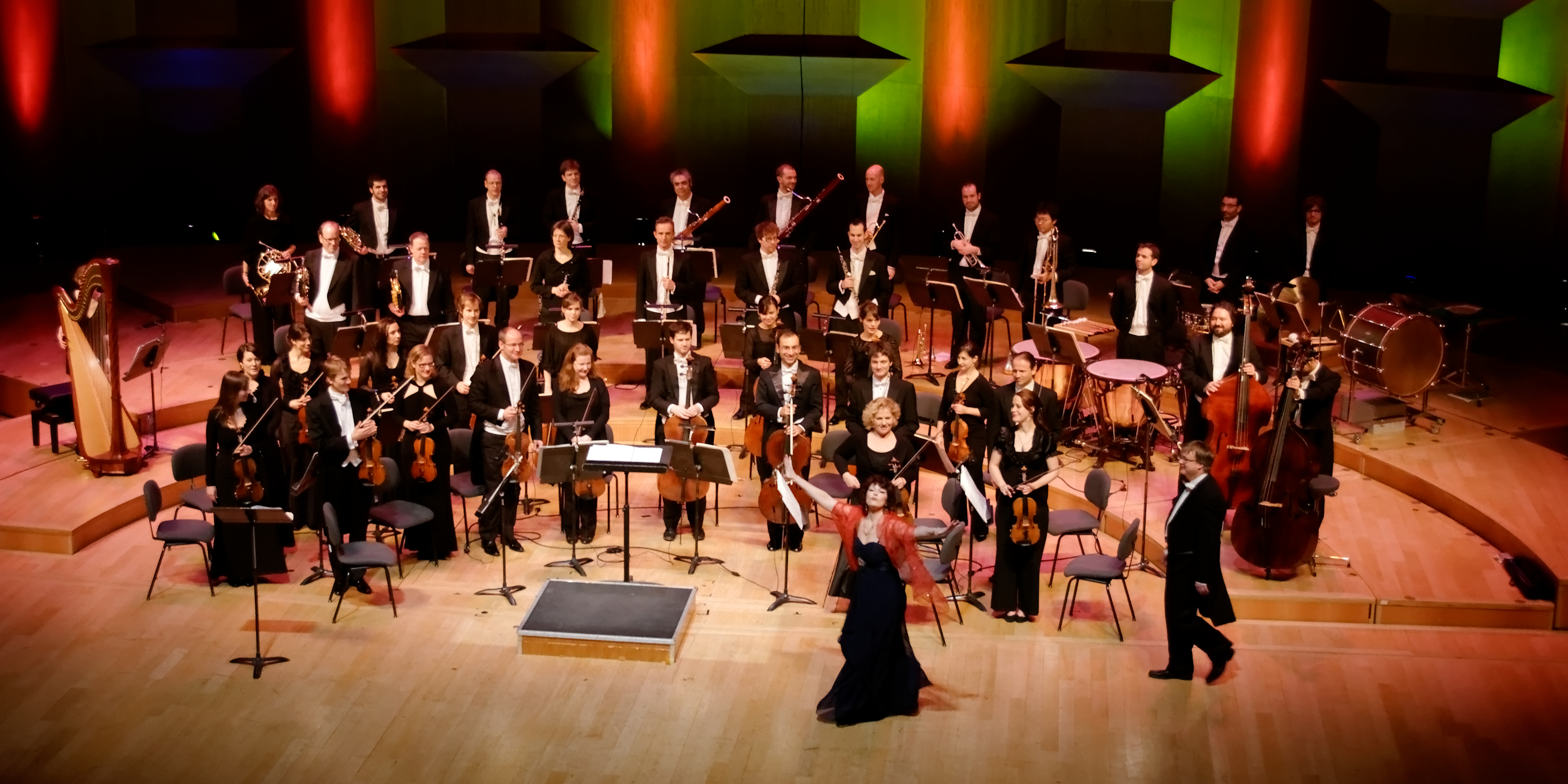
Orchestre de chambre de Bâle, auditorium Maurice Ravel (2013)

L'Orchestre de chambre de Bâle (Basler Kammerorchester) est un orchestre symphonique d'un effectif d'une trentaine de musiciens fondé à Bâle en 1926 par Paul Sacher. 
 (décembre 2023).
Améliorez-le ou discutez des points à vérifier. 
Bien que son répertoire comprenne des œuvres du XVIIIe siècle, il est surtout renommé pour avoir joué un rôle de premier plan dans la création et la promotion du répertoire moderne et contemporain du XXe siècle.
En 1984 des diplômés de diverses académies musicales suisses créent le Kammerorchesterbasel (orchestre de chambre de Bâle). Avec ses programmes associant musique ancienne et contemporaine, cet orchestre perpétue une tradition établie avec succès à Bâle par le mécène et chef d'orchestre Paul Sacher. Au cours de ces dernières années, lors de nombreux festivals de musique, le Kammerorchesterbasel a acquis une réputation internationale. Il se produit régulièrement dans des salles de concert de renommée européenne, notamment à Londres, Amsterdam, Cologne, Berlin, Zurich, Munich, Vienne, Valence ou Paris.
L'orchestre collabore de manière continue avec les chefs d'orchestre Giovanni Antonini, David Stern, Paul McCreesh, Kristjan Järvi et Paul Goodwin. La présentation intégrale des symphonies de Beethoven et leur enregistrement sous la direction de Giovanni Antonini constitue un point fort des activités du Kammerorchesterbasel.
Depuis juillet 2007, le Crédit suisse est sponsor principal et partenaire de l'orchestre.
Au cours des dernières années, Kammerorchesterbasel a reçu le premier prix Junge Ohren pour le projet de médiation musicale Windrose en collaboration avec les projets d'éducation de la région de Bâle (2007). Le prix ECHO Klassik lui a été décerné pour l'enregistrement des Symphonies no 3 et no 4 de Beethoven, sous la direction de Giovanni Antonini, dans la catégorie « Ensemble/Orchestre de l'année 2008 ».

## Créations
- Musique pour cordes, percussion et célesta de Béla Bartók (1937)
- Jeanne d'Arc au bûcher d'Arthur Honegger (1938)
- Divertimento de Béla Bartók (1940)
- Double concerto pour cordes, piano et timbales de Bohuslav Martinů (1940)
- Concerto pour orchestre à cordes d'Igor Stravinsky (1947)

## Discographie sélective
- Album d'Emmanuel Pahud :
  - Révolution,  Emmanuel Pahud, flûte, Kammerorchester Basel, direction : Giovanni Antonini, WARNER CLASSICS 0825646276783, 2015